# مارتين باتيرسون

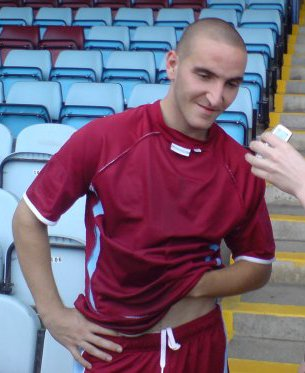

مارتين باتيرسون (بالإنجليزية: Martin Paterson)‏ (مواليد 10 مايو 1987 في ستوك-أون-ترينت - إنجلترا) لاعب كرة قدم إنجليزي يلعب حاليا لصالح نادي الدرجة الممتازة بيرنلي الإنجليزي منذ 2008 في مركز المهاجم .

## روابط خارجية
- مارتين باتيرسون على موقع الدوري الأمريكي (الإنجليزية)
- مارتين باتيرسون على موقع قاعدة بيانات كرة القدم.إي يو (الإنجليزية)
- مارتين باتيرسون على موقع ناشيونال فوتبول تيمز (الإنجليزية)
- مارتين باتيرسون على موقع Soccerbase.com (لاعب) (الإنجليزية)
- مارتين باتيرسون على موقع Soccerway.com (الإنجليزية)
- مارتين باتيرسون على موقع عالم كرة القدم.نت (الإنجليزية)
- مارتين باتيرسون على موقع كووورة
- مارتين باتيرسون على موقع AS.com (الإسبانية)